# Huang Yao
Huang Yao (xinès tradicional: 黄尧, pinyin: Huáng Yáo; Xangai, 1917 – Kuala Lumpur, 1987) va ser un artista xinés. Va fer-se famós pels dibuixos de Niubizi, publicats als anys trenta a revistes de Xangai.
Nascut a Xangai, tenia arrels ancestrals a Jiashan, Zhejiang. Als setze anys fitxa pel periòdic Xinwenbao, on exerceix de periodista, i fins al 1939 fon director artístic del suplement literari. Va ser al suplement on, el maig del 1934, comença a publicar les historietes de Niubizi, amb el pseudònim W. Buffoon. Es tracta d'un dels còmics més antics de la Xina, sent anterior a altres clàssics com Sanmao.
Niubizi s'emmarcava entre els còmics nacionalistes que exaltaven el caràcter xinés durant les guerres de resistència contra el Japó, va arribar a publicar-se simultàniament a quaranta periòdics diferents, i va tindre diverses recopilacions, fins i tot abans de l'incident del pont de Marco Polo, així com imitadors. Al Japó també va ser publicat, com a ferramenta de denúncia de l'imperialisme nipó. Algunes de les tirades del període bèl·lic arribaren al mig milió d'exemplars, abans que l'autor abandonara el personatge el 1945.
A partir d'aquell any, Huang viurà al Vietnam, Kunming, Hong Kong, Singapur, i Tailàndia. El 1956, s'instal·la a Malàisia, convidat pel ministeri d'educació del país. A partir d'aquell moment, a banda de treballar en l'educació, Huang Yao reprendrà les historietes de Niubizi per al Zhongguo Bao de Kuala Lumpur.